# Submission wrestling

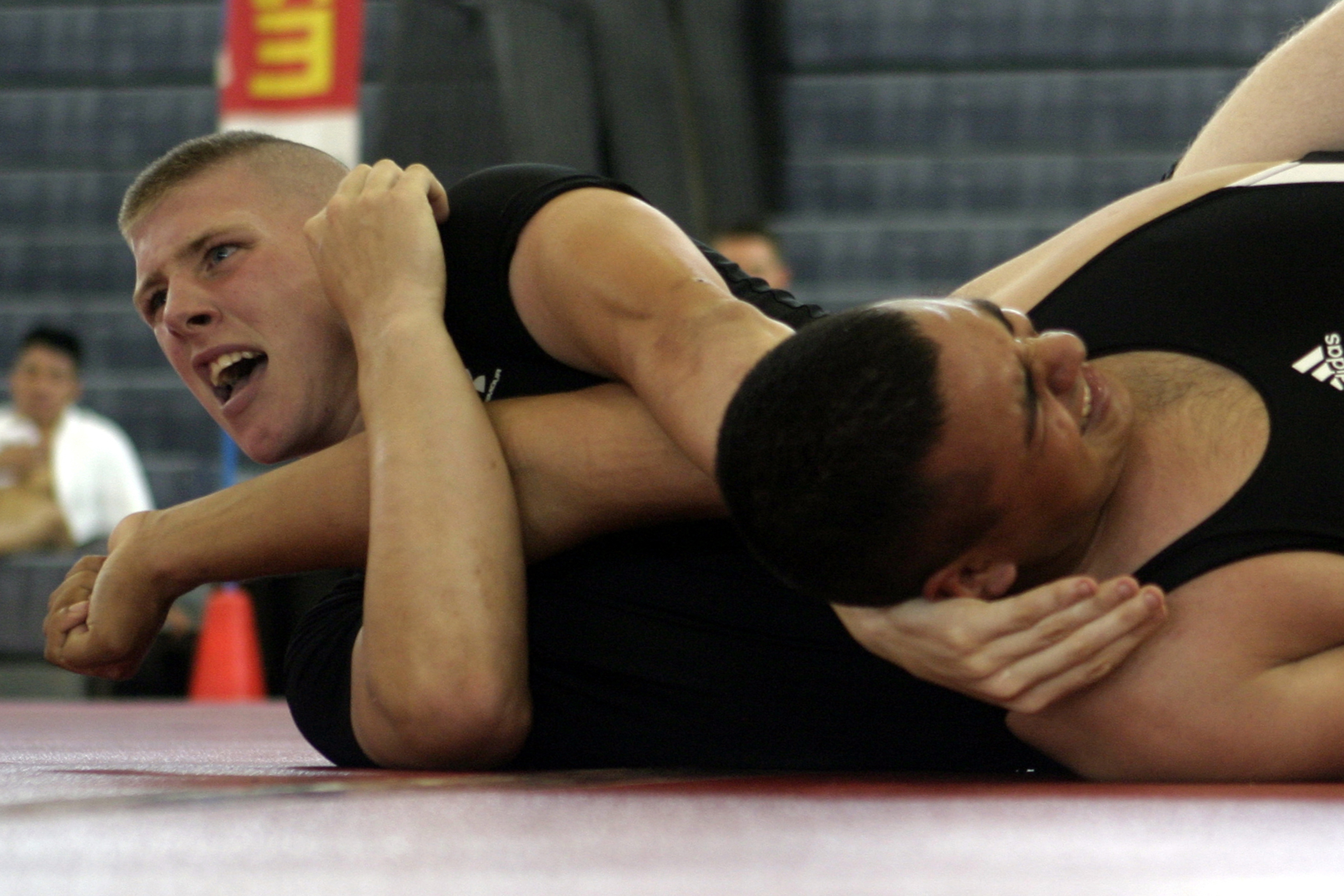
Submission wrestling

Submission wrestling är en modern, hybridkampsport. Förenklat går sporten ut på att tvinga sin motståndare till att ge upp utan att använda sparkar eller slag. Grepp, kast, strypningar och lås (när en tävlande tar ett grepp på sin motståndare som hotar att skada någon av dennes leder, skelett, muskler eller en annan kroppsdel) är tillåtna. Vinner gör man på submission, det vill säga att motståndaren ger upp, eller på poäng. En av de mest prestigefyllda tävlingsorganisationerna är ADCC. De har en stor turnering som går av stapeln vartannat år.